# Jeremy Yasasa
Jeremy Yasasa (ur. 27 maja 1985) – piłkarz papuaski grający na pozycji obrońcy.

## Kariera klubowa
Karierę piłkarską Jeremy Yasasa rozpoczął w klubie Hekari United. Wraz z Hekari dwukrotnie wywalczył mistrza Papui-Nowej Gwinei 2009 i 2010 oraz klubowe mistrzostwo Oceanii w 2010. Od 2010 jest zawodnikiem Eastern Stars Milne Bay.

## Kariera reprezentacyjna
W reprezentacji Papui-Nowej Gwinei Yasasa zadebiutował w 2011. W 2012 uczestniczył w Pucharze Narodów Oceanii 2012, który był jednocześnie częścią eliminacji Mistrzostw Świata 2014.